# Saint-Barbant
Pour les articles homonymes, voir Barbant.
Saint-Barbant (Sent Barbant en occitan) est une ancienne commune française située dans le département de la Haute-Vienne, en région Nouvelle-Aquitaine. Depuis le 1er janvier 2019, Saint-Barbant est devenue une des quatre communes déléguées de la commune nouvelle de Val-d'Oire-et-Gartempe.
Ses habitants s’appellent les Saint-Barbanteaux.

## Géographie

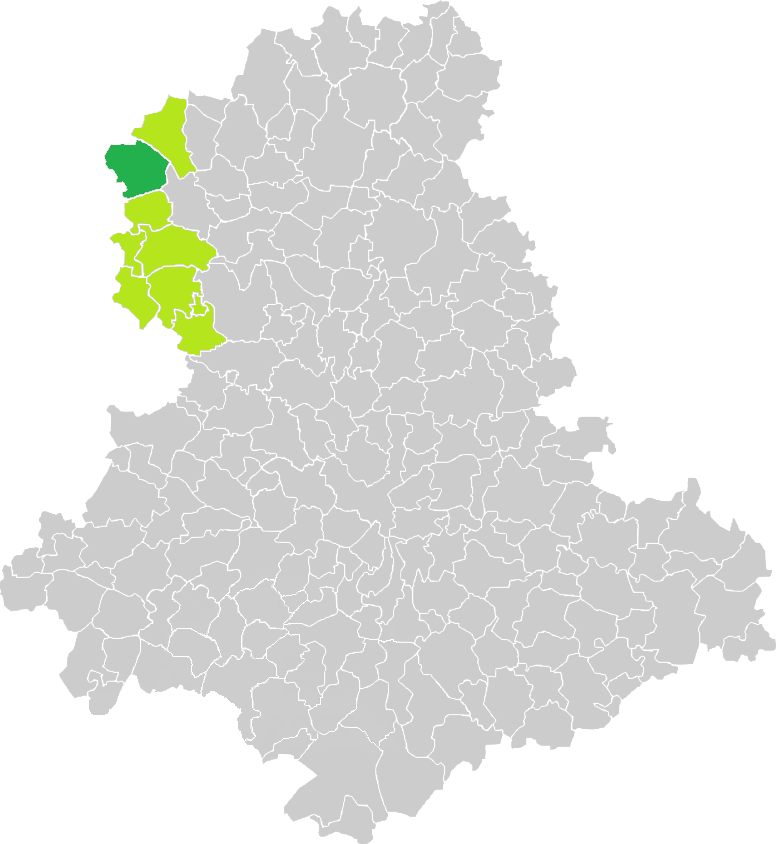
Situation de la commune de Saint-Barbant en Haute-Vienne.

| Mouterre-sur-Blourde (Vienne) | Adriers (Vienne)       | Bussière-Poitevine (Val-d'Oire-et-Gartempe) |
| Luchapt (Vienne)              | Saint-Barbant          | Saint-Bonnet-de-Bellac                      |
| Asnières-sur-Blour (Vienne)   | Saint-Martial-sur-Isop |                                             |

## Toponymie
Le nom de Saint Barbant est le nom de son patron primitif, saint Barbant, évêque de Bénévent, en Italie, mort le 19 février 682. Au lieu de saint Barbant, sanctus Barbentius certains pensaient qu’il aurait pu s'agir de sainte Barbe, sancta Barbara...

## Histoire
Le 1er janvier 2019, elle a fusionné avec les communes de Bussière-Poitevine, Darnac et Thiat pour former la commune nouvelle de Val-d'Oire-et-Gartempe,.

## Politique et administration
| Période                                  | Période  | Identité    | Étiquette | Qualité       |
| ---------------------------------------- | -------- | ----------- | --------- | ------------- |
| 2020                                     | En cours | Georges REY |           | Maire Délégué |
| Les données manquantes sont à compléter. |          |             |           |               |

| Période                                  | Période       | Identité          | Étiquette | Qualité |
| ---------------------------------------- | ------------- | ----------------- | --------- | ------- |
| mars 2001                                | mars 2008     | Monique Compain   | ...       | ...     |
| mars 2008                                |               | Jeanine Labrousse |           |         |
|                                          | décembre 2018 | Christine Seguy   | ...       | ...     |
| Les données manquantes sont à compléter. |               |                   |           |         |

## Démographie
L'évolution du nombre d'habitants est connue à travers les recensements de la population effectués dans la commune depuis 1793. Pour les communes de moins de 10 000 habitants, une enquête de recensement portant sur toute la population est réalisée tous les cinq ans, les populations de référence des années intermédiaires étant quant à elles estimées par interpolation ou extrapolation. Pour la commune, le premier recensement exhaustif entrant dans le cadre du nouveau dispositif a été réalisé en 2006.

En 2016, la commune comptait 320 habitants, en évolution de −11,85 % par rapport à 2010 (Haute-Vienne : −0,68 %, France hors Mayotte : +2,11 %).
| 1793 | 1800  | 1806  | 1821  | 1831  | 1836  | 1841  | 1846  | 1851  |
| ---- | ----- | ----- | ----- | ----- | ----- | ----- | ----- | ----- |
| 975  | 1 764 | 1 931 | 1 180 | 1 273 | 1 300 | 1 240 | 1 338 | 1 314 |

| 1856  | 1861  | 1866  | 1872  | 1876  | 1881  | 1886  | 1891  | 1896  |
| ----- | ----- | ----- | ----- | ----- | ----- | ----- | ----- | ----- |
| 1 326 | 1 329 | 1 320 | 1 292 | 1 430 | 1 392 | 1 406 | 1 392 | 1 414 |

| 1901  | 1906  | 1911  | 1921  | 1926  | 1931  | 1936  | 1946 | 1954 |
| ----- | ----- | ----- | ----- | ----- | ----- | ----- | ---- | ---- |
| 1 356 | 1 261 | 1 274 | 1 109 | 1 116 | 1 036 | 1 018 | 932  | 835  |

| 1962 | 1968 | 1975 | 1982 | 1990 | 1999 | 2006 | 2011 | 2016 |
| ---- | ---- | ---- | ---- | ---- | ---- | ---- | ---- | ---- |
| 774  | 651  | 571  | 475  | 360  | 370  | 363  | 368  | 320  |

## Culture locale et patrimoine

### Lieux et monuments
- Église Saint-Pierre-et-Saint-Paul de Saint-Barbant.

### Personnalités liées à la commune
- Fernand Foureau (1850-1914), géographe et explorateur né à Saint-Barbant.

## Pour approfondir